# Cheratectomia fotorefrattiva

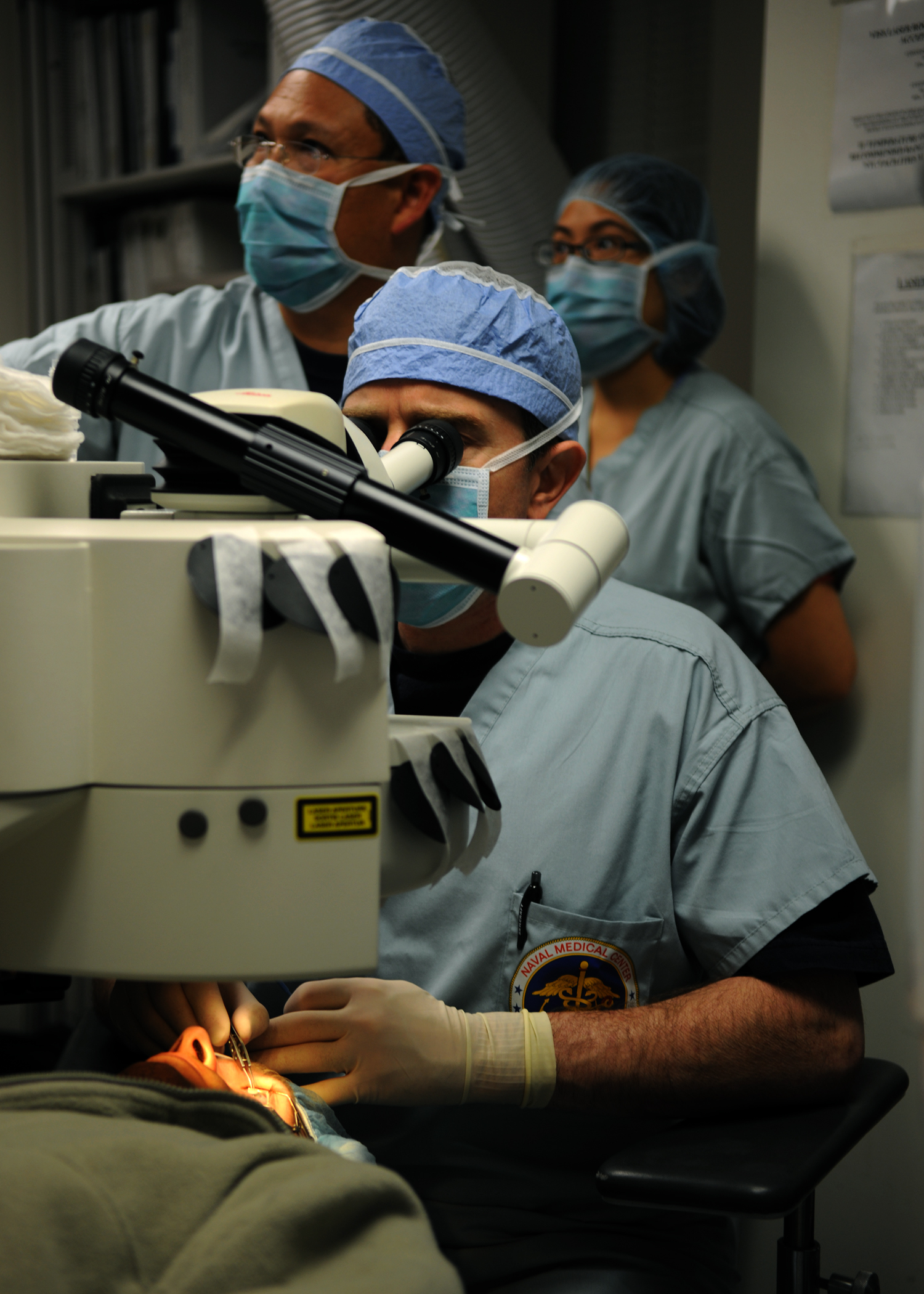
Cheratectomia fotorefrattiva al US Naval Medical Center

La Cheratectomia fotorefrattiva (PRK) e la Cheratectomia subepiteliale assistita dal laser (LASEK) sono procedure di chirurgia oftalmica laser per la correzione della visione della persona, riducendo o eliminando la dipendenza da occhiali o lenti a contatto.
La prima procedura PRK fu eseguita nel 1987 dal dottor Theo Seiler al centro medico della Libera Università di Berlino in Germania, la tecnica fu poi introdotta per la prima volta in Italia nel 1989. Nel 1998 uscì la prima pubblicazione scientifica della tecnica LASEK messa a punto dal dottor Massimo Camellin.
LASEK e PRK cambiano permanentemente la forma della cornea centrale anteriore usando un laser ad eccimeri per ablare (rimuovere mediante vaporizzazione) una piccola parte del tessuto dello stroma corneale davanti all'occhio, sotto l'epitelio corneale.
Lo strato esterno della cornea è rimosso prima dell'ablazione.
Un sistema computerizzato traccia la posizione dell'occhio del paziente dalle 60 alle 4.000 volte al secondo, a seconda della marca di laser usato, redirezionando gli impulsi laser.
I laser più moderni automaticamente si centrano sull'asse visuale del paziente e si fermano se l'occhio si muove al di là di un intervallo e ripristina l'ablazione dal momento in cui l'occhio è ricentrato.

## Accesso alla PRK
Quasi fino all'80% della popolazione miope potrebbe fisicamente fare un'operazione PRK. I criteri da soddisfare sono:
- Stato oculare normale
- Avere 18 anni o più
- Errore di rifrazione stabile da almeno 1 anno
- Miopia tra -1 e -10 diottrie circa; astigmatismo fino a 2 max 3 diottrie ; ipermetropia fino a 3-4 diottrie
- Non in gravidanza durante il periodo dell'operazione
- Aspettative realistiche dei risultati finali
- Grandezza delle pupille di 6mm o meno in una stanza buia ideale (alcuni nuovi laser possono accettare anche pupille più grandi)
- Valutazioni delle allergie (come i pollini)

Ci sono anche condizioni preesistenti che possono complicare o precludere il trattamento:
- Collagene malattie vascolari (e.g., ulcerazione corneale)
- malattie oculari (e.g., occhi secchi, cheratocono, glaucoma)
- Disordini sistemici (e.g., diabetici, artrite reumatoide)
- Effetti collaterali da steroidi
- Distrofia corneale granulare di tipo II